# Get Rich or Die Tryin’ (саундтрек)
Get Rich or Die Tryin’: Music from and Inspired by the Motion Picture — саундтрек к фильму «Разбогатей или умри», вышедший 8 ноября 2005 года на лейблах G-Unit Records и Interscope Records. На сегодняшний день[уточнить] количество проданных копий саундтрека составляет более трёх миллионов по всему миру.
Саундтрек был выпущен после выхода второго мультиплатинового альбома The Massacre, и он стал третьим рэпером, чей саундтрек поднялся до верхней части чарта Billboard 200 в том же году. Два других саундтрека были Snoop Doggy Dogg в 1994 году, с Doggystyle: Murder Was the Case, и Эминем в 2002 году с The Eminem Show: 8 Mile.

## Синглы
- Первый сингл из саундтрека «Hustler’s Ambition». Это любимая песня 50 Cent с альбома, которая достигла 65 места в чарте Billboard Hot 100. В этой песне 50 Cent рассказывает о своей тяжёлой жизни в период взросления. И как он должен был суетиться, чтобы не отставать от жизни.
- Второй сингл «Window Shopper» достиг 20 места в чарте Hot 100. В новой версии песни он диссит Ja Rule, Jadakiss, Nas и Fat Joe (50 Cent тогда враждовал с этими рэперами во время выхода сингла).
- Третий сингл «Best Friend» достиг 35 места в чарте Hot 100. Песня используется в фильме в качестве пути Маркуса, где он флиртует с Чарлин.
- «Have a Party» — четвёртый сингл с альбома был выпущен 2 марта 2006 года. Главным исполнителем песни является Mobb Deep. Сингл достиг максимума под номером 105 в чарте Hot 100 и оказался наименее успешным синглом из альбома.
- «I’ll Whip Ya Head Boy» — пятый и заключительный сингл с альбома, выпущенный 24 мая 2006 года. В этой песне, помимо 50 Cent, есть Young Buck и M.O.P. Сингл достиг максимума под номером 74 в чарте Hot 100. На этот сингл были сделаны много ремиксов.

## Коммерческий успех

### Критические отзывы
Rolling Stone оценил альбом: три с половиной, из пяти звезд.

### Результаты коммерческой деятельности
Альбом продан, порядка 317000 копий в первую неделю, став платиновым.

## Список композиций
| #  | Название                 | Артист(ы)                                               | Продюсер(ы)                           | Длительность |
| -- | ------------------------ | ------------------------------------------------------- | ------------------------------------- | ------------ |
| 1  | «Hustler's Ambition»     | 50 Cent                                                 | B-Money «B$»                          | 3:57         |
| 2  | «What If»                | 50 Cent                                                 | Nick Speed                            | 3:05         |
| 3  | «Things Change»          | Spider Loc feat. 50 Cent and Lloyd Banks                | Black Jeruz, Sha Money XL             | 3:59         |
| 4  | «You Already Know»       | Lloyd Banks feat. 50 Cent and Young Buck                | The Outfit                            | 4:15         |
| 5  | «When Death Becomes You» | M.O.P. feat. 50 Cent                                    | Kickdrums Productions, Recognize Reel | 3:05         |
| 6  | «Have a Party»           | Mobb Deep feat. 50 Cent and Nate Dogg                   | Fredwreck                             | 3:55         |
| 7  | «We Both Think Alike»    | 50 Cent feat. Olivia                                    | DJ Khalil                             | 3:05         |
| 8  | «Don’t Need No Help»     | Young Buck                                              | Hi-Tek, J. R. Rotem                   | 2:50         |
| 9  | «Get Low»                | Lloyd Banks                                             | All-Star                              | 3:56         |
| 10 | «Fake Love»              | Tony Yayo                                               | K.O.                                  | 3:20         |
| 11 | «Window Shopper»         | 50 Cent                                                 | C. Styles & Sire                      | 3:10         |
| 12 | «Born Alone, Die Alone»  | Lloyd Banks                                             | Havoc                                 | 3:00         |
| 13 | «You a Shooter»          | Mobb Deep feat. 50 Cent                                 | Sha Money XL                          | 3:05         |
| 14 | «I Don’t Know Officer»   | 50 Cent feat. Prodigy, Spider Loc, Lloyd Banks and Ma$e | Jake One                              | 4:32         |
| 15 | «Talk About Me»          | 50 Cent                                                 | Dr. Dre, Mike Elizondo, Che Vicious   | 3:41         |
| 16 | «When It Rains It Pours» | 50 Cent                                                 | Dr. Dre, Che Vicious, Mike Elizondo   | 4:02         |
| #  | Bonus Tracks             |                                                         |                                       |              |
| 17 | «Best Friend»            | 50 Cent                                                 | Hi-Tek                                | 4:11         |
| 18 | «I’ll Whip Ya Head Boy»  | 50 Cent feat. Young Buck                                | Ron Browz                             | 3:56         |
| #  | UK & Japan Bonus Tracks  |                                                         |                                       |              |
| 17 | «Cloud 9»                | Olivia feat. 50 Cent                                    |                                       | 4:43         |
| 18 | «Best Friend»            | 50 Cent                                                 | Hi-Tek                                | 4:11         |
| 19 | «I’ll Whip Ya Head Boy»  | 50 Cent feat. Young Buck                                | Ron Browz                             | 3:56         |

Использованные семплы:
«Hustler’s Ambition» — Maze при участии Frankie Beverly «I Need You»
«What If» — Бобби Уомак «Woman’s Gotta Have It»
«Fake Love» — Roy Ayers «Everybody Loves The Sunshine»

## Чарты
- Billboard 200: #1
- Top R&B/Hip Hop Albums: #1
- Canadian Albums Chart: #2